# Gymnothorax randalli
'Gymnothorax randalli' es una especie de peces de la familia de los morénidas en el orden de los Anguilliformes.

## Morfología
Los machos pueden llegar a alcanzar los 36,3 cm de longitud total.

## Distribución geográfica
Se encuentra en el Índico y en el Pacífico.